# 김효준 (2004년)
김효준(한국 한자: 金孝俊, 2004년 7월 2일 ~ )은 대한민국의 축구 선수로, 포지션은 골키퍼이다. 현재 K리그2 천안 시티 FC 소속이다.